# Pettik Ádám
Pettik Ádám (Budapest, 1972. augusztus 26. –) kannás, ütős, dobos, énekes.

## Élete
Hétévesen kezdett dobolni. Később a Tükörország zenekarban már ütősként játszik. Számos zenekarral lép fel ütősként, megtalálja a cigány kannát. Számos zenekarral lép fel, többek között a Tatros Együttessel, a Boban Markovic Orchestra-val (YU), a Kalyi Jag zenekarral és a Noir Desirrel (F). 1999-ben Tóth Józseffel és sógorával, Barcza Gergellyel megalapítják a magyarországi világzene első nemzetközileg is jelentős képviselőjét, a Besh o droM zenekart. Balkáni és román cigány illetve közel-keleti tradicionális zenét ötvöznek magyar zenével, és játszanak sajátos feldolgozásban, összeolvasztva különböző zenei stílusokat. Első fellépésük a Sziget Fesztiválon volt, ahol azóta is minden évben fellépnek. A zenekar "GYÍ!" című lemeze még európai megjelenése előtt felkerült az angol fRoots világzenei szaklap Top-10 és a World Music Chart Europe Top-20 listájára. A Montreáli Jazz Fesztiválon 2004-ben 35 ezer ember előtt játszott a zenekar, ahonnan fesztivál best-of-jaként távoztak. 2012-ben ugyanitt 60 ezer ember nézte meg őket.
2001 óta házasságban él. Gyermekei: Sámuel (2000), Leó (2002), Artúr (2004), Janka (2012).

## Pályája
- 1999 Besh o droM zenekar alapítója, napjainkig vezető tagja
- 1996-1998 Lajkó Félixszel zenél kannán, derbukán
- 1995-1996 Korom Attila zenekarában kannázik
- 1994-1995 Peter Ogi zenekarában ütőhangszereken játszik
- 1995 Tükörország zenekarban ütős
- 1994 különböző cigányzenekarokkal fellép, mint a Kalyi Jag, Ando Drom
- 1992 Soma és a tohuvabohu

## Jelentősebb külföldi fellépései
- Kanada, turné 2012
- Mexikó 2007, 2008
- Taiwan, Sing for Freedom 2007
- Észtország, Viljandi Folkfesztivál 2007
- Montreal Jazz Festival 2004
- World Music Expo 2001
- BIG Torino 2000 Festival 2000
- Glastonbury Festival 2000
- Gipsy Music Festival, Barbican Center, London 2000

## Egyéb szereplései
- Szentivánéji álom (Szegedi Nemzeti Színház, rend.: Alföldi Róbert) 2001/02
- Utolsó vacsora az Arabs Szürkénél (rend.: Jancsó Miklós), 2001
- SPACE Besh o droM Projekt 2000
- Medicus Dr. Eisenbarth (Svájc), 1998
- Fűrészporos mesék (Sawdust Tales) – (rend.: Baris Pirhasan), 1996

## Diszkográfia
- Besh o droM: Kertünk alatt (2012)
- Besh o droM: Ha megfogom az ördögöt… (2005) szerzői magánkiadás
- Amikor én még kissrác voltam – Tisztelgés az Illés zenekar előtt (2005) Universal
- Besh o droM: Gyí! (2004) szerzői magánkiadás
- Besh o droM: Nekemtenemmutogatol (2002) szerzői magánkiadás
- Besh o droM: Macsó hímzés (2000) Fonó Records
- Kispál és a Borz: Velőrózsák (2000) Universal-3T
- Lajkó Félix és Zenekara (1997) szerzői magánkiadás
- Korom Attila: Hajnali (1997) Polygram

## Külső hivatkozások
- Besh o droM

### Videók
https://www.youtube.com/user/beshodrom01
Besh o droM
- Kannaszóló (Zacatecas, Mexikó 2008)
- Videóklip: Amikor én még kissrác voltam 2006
- Besh o droM live on TV (Mexico 2007)
- Petőfi Rádió Akusztik (2011)
- Besh o droM feat. Szalóki Ági, Juhász Miczura Mónika Live @ Sziget 2012